# كيم سويفت
كيم سويفت (بالإنجليزية: Kim Swift)‏ هي مهندسة أمريكية، ولدت في 1983.